# 亚东新园蛛
亚东新园蛛（学名：Neoscona yadongensis）为园蛛科新园蛛属的动物。在中国大陆，分布于西藏等地。该物种的模式产地在西藏亚东。